# Mercuràlia
Les Mercuràlia (en llatí Mercuralia) era una festivitat romana que es celebrava en honor a Mercuri.
Mercuri era el déu dels comerciants i del comerç. Cada any, el dia 15 de maig, (idus) els comerciants es reunien en una font dedicada a aquest déu no lluny de la Porta Carpena, on recollien les aigües en unes gerres que utilitzaven per purificar-se. Es ruixaven el cap amb aquella aigua i aspergien els objectes que tenien a la venda, les naus, les botigues i els carros, amb branques de llorer sucades amb aigua de la font, acompanyant-ho tot amb oracions i invocacions. Ovidi diu que era perquè sovint, pels seus negocis, els comerciants recorrien a l'engany o a la mentida.